# Glyphodes caesalis
Glyphodes caesalis là một loài bướm đêm trong họ Crambidae.